# بولي والاس
بولي والاس (بالإنجليزية: Polly Wallace)‏ هو لاعب كرة قدم أمريكية أمريكي، ولد في 10 فبراير 1898، وتوفي في فبراير 1971 في غريت فولز في الولايات المتحدة.